# آدورف، سوییس
آدورف، سوییس (به لاتین: Aadorf) یک  بخش در سوئیس است که در کانتون تورگاو واقع شده‌است. آدورف ۴٬۳۵۱ نفر جمعیت دارد.